# George W. Pepper
George W. Pepper (Philadelphia, 1867. március 16. – Devon, 1961. május 24.) az Amerikai Egyesült Államok szenátora (Pennsylvania, 1922–1927).